# ويليام أغسطس إدواردز
ويليام أغسطس إدواردز (بالإنجليزية: William Augustus Edwards)‏ هو مهندس معماري أمريكي، ولد في 8 ديسمبر 1866 في داريلنغتون في الولايات المتحدة، وتوفي في 30 مارس 1939 في أتلانتا في الولايات المتحدة.